# نیکولاس لاپروویتولا
نیکولاس لاپروویتولا (انگلیسی: Nicolás Laprovíttola، ۳ ژانویه ۱۹۹۰) بازیکن بسکتبال اهل آرژانتین است.
از باشگاه‌هایی که در آن بازی کرده‌است می‌توان به لانوس و سن آنتونیو اسپرز اشاره کرد.